# Ville-au-Val
Ville-au-Val – miejscowość i gmina we Francji, w regionie Grand Est, w departamencie Meurthe i Mozela.
Według danych na rok 1990 gminę zamieszkiwało 136 osób, a gęstość zaludnienia wynosiła 23 osób/km² (wśród 2335 gmin Lotaryngii Ville-au-Val plasuje się na 909. miejscu pod względem liczby ludności, natomiast pod względem powierzchni na miejscu 929.).